# Symfonisch Blaasorkest Gaanderen
Symfonisch Blaasorkest Gaanderen is opgericht op 17 juni 1958. Het groot orkest speelt al vanaf 1975 in de eerste divisie van de Koninklijke Nederlandse Muziek Organisatie (KNMO). Daarnaast zijn er een startersorkest en een opleidingsorkest. 

## 1900 De Vriendschap
Het begon met fanfaremuziek rond de eeuwwisseling in 1904. In de archieven kan men lezen dat toen voor het eerst in georganiseerd verband muziek werd gemaakt in Gaanderen onder de naam ‘De Vriendschap’. Dit orkest had als basis de toenmalige ijzergieterij Vulcaansoord. Er was geen kerkelijke binding en het orkest was voor iedereen toegankelijk. Dirigent was Derk-Jan Kappert, die later ook dirigent was van de Gelderse Tramwegen Harmonie.

## 1915 Fanfare St. Martinus
Na het ter ziele gaan van De Vriendschap, werd op initiatief van de rooms-katholieke kerk in 1915 de fanfare ‘St. Martinus’ opgericht. Dirigent was de heer Theo Boerboom. Al vrij snel groeide het ledenaantal, doordat veel oud-leden van De Vriendschap lid werden van dit nieuwe orkest.

## 1919 Christelijke muziekvereniging David
Omdat fanfare St. Martinus alleen toegankelijk was voor rooms-katholieken, werd daarnaast in 1919 de christelijke muziekvereniging ‘David’ opgericht onder leiding van dirigent Gerard van Dam. De naam werd later veranderd in Sursum Corda en Van Dam werd opgevolgd door de heer Helmink. Begin jaren dertig is dit orkest ter ziele gegaan, vermoedelijk door te weinig leden binnen de kleine protestantschristelijke gemeenschap.

## 1925 Harmonieorkest St. Martinus
Fanfare St. Martinus heeft het langer volgehouden. Omstreeks 1925 werd de fanfare omgezet in een harmonieorkest. Vanaf dat moment dirigeerden achtereenvolgens Willem Roussel uit Arnhem, Theo Sessink uit Ulft, Philip Kattenbelt uit Gaanderen en Fons Rotgans uit Doetinchem het orkest. Na een periode van stilstand gedurende de oorlogsjaren, kwam het orkest onder leiding van Fons Rotgans in 1948 in de Vaandelafdeling.
In 1956 ontstonden er interne problemen, die het voortbestaan van St. Martinus onmogelijk maakten. Sommige instrumenten werden mee naar huis genomen, andere werden opgeborgen op de zolder van de St. Martinuskerk in Gaanderen.

## 1958 Vereniging RK Harmonie St. Caecilia
De heroprichting van een harmonieorkest liet niet lang op zich wachten. De muzikanten wilden graag muziek maken, de gemeenschap kon eigenlijk niet zonder orkest en de instrumenten lagen al klaar. Op initiatief van pastoor Pelgrim benaderde August Kup de heren Even en Daams en een gezamenlijke rondgang langs oud-leden resulteerde in een bijeenkomst op 17 juni 1958. Daarmee werd een nieuw tijdperk ingeluid: de oprichting van de Vereniging RK Harmonie ‘St. Caecilia’.
De voorzitter werd Frans Hetterscheid, Philip Kattenbelt werd secretaris en ook eerste dirigent. De contributie bedroeg toen 25 cent per week en de repetities werden gehouden in zaal Waarbroek, waar nu Winkelcentrum ’t Ganderije is gesitueerd. Op 17 maart 1959 werd Wim Megens uit Gaanderen dirigent. Hij was de zoon van oud-voorzitter Willem Megens en had pas zijn studie aan het conservatorium afgemaakt. Met hem werd kwaliteit in huis gehaald.
In 1965 nam Erich Loesink de voorzittershamer over van Frans Hetterscheid. Loesink had een duidelijke visie en wijzigde de statuten. 

## 1965 Harmonie Gaanderen
St. Caecilia werd ‘Harmonie Gaanderen’ en werd tevens een algemene vereniging, waarvan ook niet-rooms-katholieken lid konden worden. Samen met Megens werd een jeugdorkest opgericht en daarnaast een blokfluitgroep van maar liefst 60 kinderen. Alle leerlingen werden professioneel opgeleid en gingen naar de muziekschool in Doetinchem.
In 1973 kwam er een eind aan een lange periode van vruchtbare samenwerking met dirigent Wim Megens, die het orkest vanuit de Tweede afdeling naar de Ere-afdeling had gebracht.
Ben van Wessel uit Ulft nam de dirigeerstok over voor zowel het groot orkest als het jeugdorkest. Al in 1975 wist hij het orkest naar de Vaandelafdeling te brengen, waarna vele eerste prijzen volgden in deze hoogste afdeling. In het 25-jarig jubileumjaar 1983 nam het orkest zelfs deel aan het KNF-Topconcours voor Vaandelafdeling-orkesten in Concertgebouw de Vereeniging in Nijmegen. Er werden 140 punten gehaald, goed voor een eerste prijs.
Na een periode van 17 jaar, die vooral gekenmerkt werd door veel concerten en concoursdeelnames, nam Ben van Wessel in 1990 afscheid als dirigent. Hij werd opgevolgd door Nico Boom uit Vlijmen, een beroepsmatig musicus die actief was als dirigent en hoboïst met een wijdvertakt netwerk in de muziekwereld, zowel nationaal als internationaal. De programmering ging veel meer omvatten dan enkel muziek. Het begrip entertainment deed zijn intrede. Voorbeelden daarvan waren themaconcerten en de bekende ‘Night of the Proms’ concerten waarmee furore gemaakt werd en welk voorbeeld gevolgd werd door vele muziekverenigingen in Nederland. 
Bestuurlijke mutaties waren er inmiddels ook. In 1979 werd Erich Loesink opgevolgd door Cees Evers, die op zijn beurt in 1987 werd opgevolgd door Rob Goren, de eerste voorzitter van buiten die bovendien zelf geen instrument bespeelde.
In 1995 droeg Rob Goren zijn taken over aan Hennie Besselink, die helaas door zijn vroege overlijden in 1996 zijn enthousiaste plannen niet heeft kunnen verwezenlijken.
Vicevoorzitter Wim Papperse, die al een jaar de taken van Hennie Besselink had waargenomen, werd in december 1996 gekozen tot nieuwe voorzitter. Wim Papperse werd op zijn beurt in 2003 weer opgevolgd door Wim Jansen. In 1998 nam Nico Boom afscheid van ‘Harmonie Gaanderen’ en werd opgevolgd door de huidige dirigent Joop Boerstoel uit Vorden. Zijn eerste repetitie vond plaats op 29 november 1998.
Harmonie Gaanderen ging een nieuwe koers varen. In 2000 stopte de vereniging na 40 jaren met het ophalen van oud papier. Om toch een goede en solide financiële basis te behouden, werd overgestapt op sponsoring. Ook in dat jaar werd de vereniging een concertvereniging en marcheerde niet meer op straat.

## 2003 Symfonisch Blaasorkest Gaanderen
In 2003 kwamen er nieuwe statuten, aangepast aan de huidige tijd; de vereniging kreeg als nieuwe naam Symfonisch Blaasorkest Gaanderen.  Er werd niet meer opgetreden in uniformen. De repetitietijd van de zondagmorgen werd verschoven naar de dinsdagavond. Na de spectaculaire veranderingen die op initiatief van secretaris Jos Rabelink en onder voorzitterschap van Wim Papperse en Wim Jansen waren ingezet, werden deze na het aftreden van Jansen in 2011 verder uitgebouwd door de nieuwe voorzitter Wim Papperse.
Koninklijke Erepenning - Tijdens het Galaconcert ter gelegenheid van het 50-jarig bestaan in 2008, ontving het orkest uit handen van Burgemeester Herman Kaiser van Doetinchem de Koninklijke Erepenning. De vereniging kreeg de onderscheiding vanwege haar bijzondere verdiensten voor de cultuurbeleving in Gaanderen en de regio.

## Dirigent
De Vordense musicus Joop Boerstoel (1965) studeerde aan de Hogeschool Enschede sector Conservatorium (Ha/Fa directie en klarinet) en het Maastrichtse Conservatorium (orkestdirectie). Ter afsluiting van de studie UM Ha/Fa directie (Master) in 1991 dirigeerde hij de Marinierskapel der Koninklijke Marine. In juli 1993 won Joop Boerstoel de felbegeerde “Zilveren Dirigeerstok” tijdens een Internationale Dirigentenwedstrijd.  
Sinds 1995 is Joop Boerstoel ook internationaal actief. Zo werkte hij onder meer in Italië, Engeland, Australië, China, Duitsland, Hongarije en Estland. Joop Boerstoel is momenteel dirigent van een aantal harmonieorkesten, functioneert als examinator voor muziekexamens en als jurylid voor solistenwedstrijden. Hij is ook verbonden aan Musidesk in Arnhem en zit in het hoofdbestuur van de World Association for Symphonic Bands and Ensembles (WASBE).

## Concertreizen
| Jaar | Land                | Locatie |
| ---- | ------------------- | --- |
| 1966 | Duitsland           | 1e Concertreis naar Valbert, dirigent Wim Megens.                                                                  |
| 1967 | Duitsland           | 2de Concertreis naar Valbert, dirigent Wim Megens.                                                                 |
| 1971 | Duitsland           | Concertreis naar Wadgassen, dirigent Wim Megens. Het orkest nam deel aan het Internationale Jeugdorkestenfestival. |
| 1974 | Duitsland           | Concertreis naar Herrenberg, dirigent Ben van Wessel.                                                              |
| 1987 | Duitsland           | Concertreis naar Oeventrop, dirigent Ben van Wessel.                                                               |
| 1994 | Duitsland           | Concertreis naar Wertingen, dirigent Nico Boom.                                                                    |
| 1998 | Duitsland           | Concertreis naar Kirchheim unter Teck, dirigent Nico Boom.                                                         |
| 2005 | Italië              | Concertreis naar Besana, dirigent Joop Boerstoel. Het orkest nam deel aan het internationale festival.             |
| 2011 | Tsjechië Oostenrijk | Concertreis naar Praag, Slavkov en Wenen, dirigent Joop Boerstoel.                                                 |